# Remember the Future
Remember the Future – trwająca 51 minut składanka grupy Enigma wydana na płycie DVD w 2001 roku. Płyta ukazała się wraz z albumem LSD – The Love Sensuality Devotion, wydanym również w 2001 r.
Płyta zawiera 12 teledysków Enigmy oraz specjalne dodatki: okładki singli i krótkie komentarze do utworów w języku angielskim.

## Lista utworów
1. "Turn Around"
2. "Sadeness (Part 1)"
3. "Mea Culpa"
4. "Principles of Lust"
5. "The Rivers of Belief"
6. "Return to Innocence"
7. "The Eyes of Truth"
8. "Age of Loneliness"
9. "Beyond the Invisible"
10. "T.N.T. for the Brain"
11. "Push the Limits"
12. "Gravity of Love"

Krążek zawiera również zmienione wersje trzech utworów:
1. "Mea Culpa"
2. "T.N.T. for the Brain"
3. "Principles of Lust" – gdzie jest nieco zmienione zakończenie.